# East Ayrshire
East Ayrshire, (en gaèlic escocès: Aonghas) és un dels 32 consells unitaris (en anglès: council area) en què està dividida administrativament Escòcia. Limita amb els consells unitaris de North Ayrshire, East Renfrewshire, South Lanarkshire, South Ayrshire i Dumfries i Galloway. La capital administrativa és Kilmarnock.
Juntament amb South Ayrshire i part de North Ayrshire formava l'antic comtat d'Ayrshire. De 1975 a 1996 el comtat va ser dividit en els districtes de Cumnock i Doon Valley, Cunninghame, Kilmarnock i Loudoun i Kyle i Carrick i va passar a formar part de la regió de Strathclyde. El 1996, després d'abolir l'organització administrativa anterior, es va formar el consell unitari d'East Ayrshire amb els antics districtes de Kilmarnock i Loudoun i Cumnock i Doon Valley.

## Principals poblacions
La major població del Consell i també la més poblada és Kilmarnock. Altres poblacions importants són Stewarton, New Cumnock i Cumnock.